# Kandahar (provins)
Kandahar (pashto: کندهار; persiska: قندهار, Qandahar) är en av Afghanistans 34 provinser (wilayat). Det är den folkrikaste provinsen näst Kabul. Provinsens huvudstad är Kandahar, som är en av de största städerna i Afghanistan och vilken var bas för talibanerna innan de förlorade makten under den USA-ledda invasionen 2001. En övervägande majoritet av befolkningen är pashtuner.

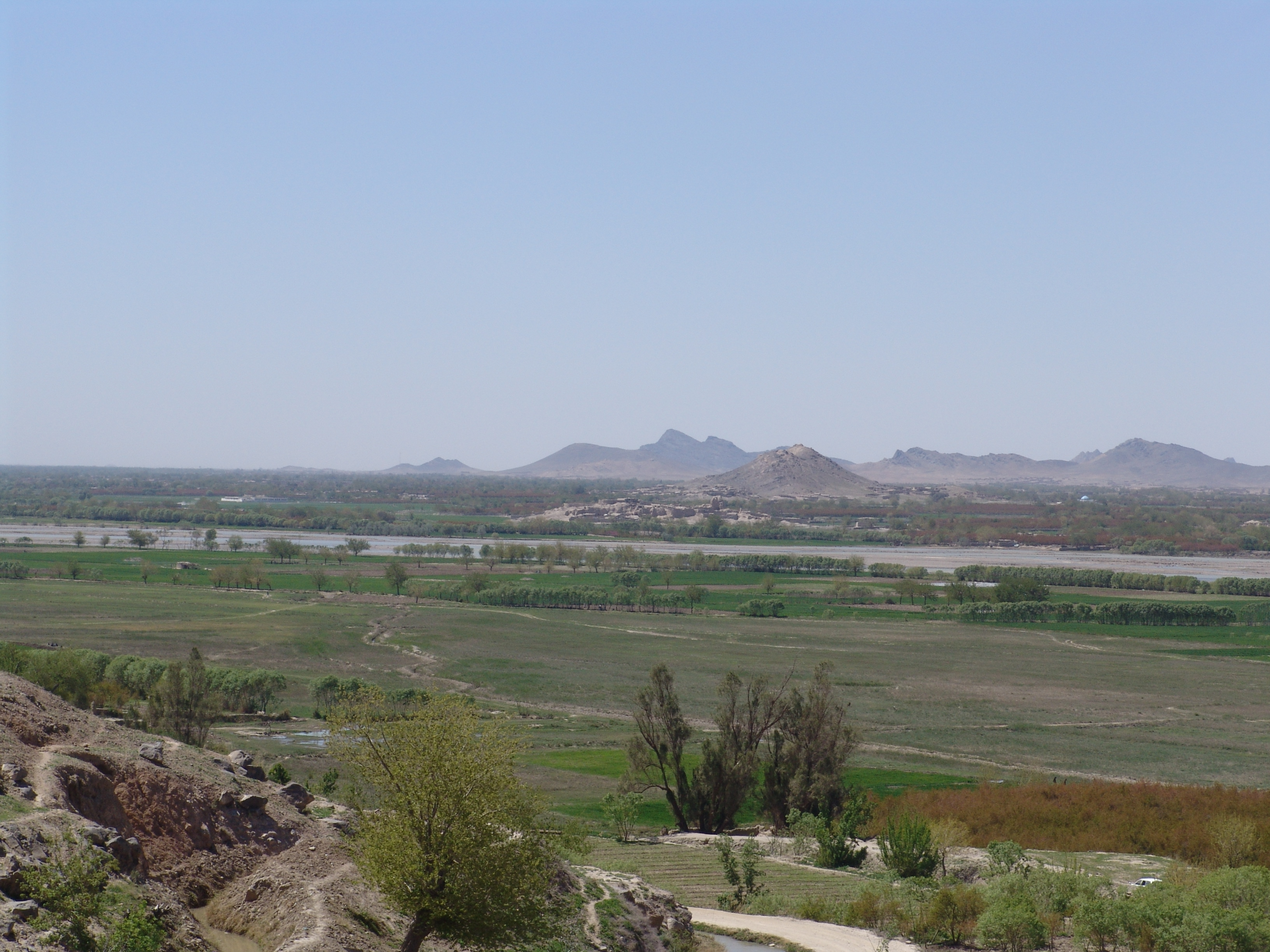
Vy över Arghandabdalen

## Administrativ indelning
Provinsen är indelad i 18 distrikt, varav Dand och Takhta Pul är provisoriska.
- Arghandab
- Arghistan
- Daman
- Dand
- Ghorak
- Kandahar
- Khakrez
- Maruf
- Maywand
- Miyanishin
- Nesh
- Panjwayi
- Reg
- Shah Wali Kot
- Shorabak
- Spin Boldak
- Takhta Pul
- Zhire